# Lamin S. Darboe
Lamin S. Darboe (* 20. Jahrhundert in Gunjur) ist ein gambischer Verwaltungsbeamter. Er war Seyfo (auch die engl. Bezeichnung Chief ist geläufig) für den gambischen Distrikt Kombo South.

## Leben
Darboe diente im Distrikt Kombo South als Seyfo, bis er im Dezember 1995  von der damaligen Militärjunta unter der Führung von Yahya Jammeh von seinem Posten abgesetzt wurde. Spätere Angebote auf Posten eines Gouverneurs oder die Wiedereinsetzung als Seyfo lehnte in der Jammeh-Ära Darboe stets aus prinzipiellen Gründen ab.
In der Regierung von Adama Barrow wurde Darboe mit Wirkung zum 4. September 2017 wieder auf seinen Posten als Seyfo eingesetzt. Er löste Ajeh Janneh ab, der zwei Jahrzehnte in der Jammeh-Ära Seyfo war. Im Oktober 2021 wurde er abgesetzt.